# بوبي جونز
بوبي جونز (بالإنجليزية: Bobby Jones)‏ (28 مارس 1933 ليفربول المملكة المتحدة - 1 يناير 1999) هو لاعب كرة قدم بريطاني سابق كان يلعب كحارس مرمى.